# 岩井良明
岩井 良明（いわい よしあき、1960年〈昭和35年〉3月13日 - 2024年〈令和6年〉9月15日）は、日本の実業家、YouTuber、著作家。『令和の虎CHANNEL』『受験生版Tiger Funding』創設者で元主宰者、株式会社MONOLITH Japanの元代表取締役。愛知県江南市出身、同志社大学文学部中退。

## 概要
株式会社モノリスの代表取締役会長並びに株式会社MONOLITH Japanの代表取締役社長、NPO スポーツフォーラム愛知 筆頭理事である。芸能プロダクション『イエローキャブ』オーナーを歴任した。
2001年から放送されていたテレビ番組『マネーの虎』に、ビジネス志願者に出資するか検討する投資家「虎」の一人として出演した。

## 経歴

### 生い立ち
愛知県江南市出身（出生地は名古屋市千種区今池）。三兄弟の末っ子だが、長兄・次兄ともに父親の連れ子で異母兄にあたる。また、父親が転勤族だったため、幼少期は三重県四日市市や大阪府などを転々とした。東海中学校・高等学校卒業、同志社大学文学部除籍。

### 大学時代
岩井はもともと小説家や役者を志望していたが、大学在学中は応援団に在籍していた。授業をサボっていたところを、通りがかった応援団員に嘘をついたことが発覚し、居酒屋に連行されて浴びるほど飲まされ、入団届に血判を押されて半強制的に応援団に入部させられたと言う。
応援団では、腕立て1000回・腹筋1000回などのように徹底して精神と肉体を鍛えられ、唯一教えられたことは「男なら筋を通せ！」で、これだけは経営者になってからも愚直に守っているという。
3年生の秋に第74代応援団長に就任したが、その半年後に応援団内でリンチ事件が発生し、マスコミで大きく扱われ、応援団は解散することになり、岩井も応援団長を辞任した。本人は、このリンチ事件は被害者の自作自演であり、被害者が自らの背中を自ら竹刀で殴打したもので、冤罪であると主張していたが、同志社大学当局及び同大の医師は「被害者の負傷がリンチによるものである」との見解を示している。
大学時代には、ほぼ全ての風俗業で働いた経験があり、ピンクサロンの呼び込み、ストリップの布団敷き、ソープランドのボイラー炊きのほか、祇園のクラブの黒服も6年間やっていたという。その際、風俗店のオーナーだったヤクザの親分からも「幹部待遇」「高報酬」という好条件での誘いがあったが、「母親が泣くだろうな」と思いとどまり、就職することを決めた。

### リクルートで全国No.1に
2年ぐらいして部分的にだが応援団が再建できた時に、岩井は大学を辞めて、1984年にリクルートにアルバイトとして入社する。
そこで功績が認められて正社員となった岩井は、一番ピークの時は「全国No.1営業実績」を達成するなど、突出した営業に関するスキルを身につけた。

### 塾講師
27歳の頃にリクルートを辞め、運転免許を取得するために教習所に通うお金を作るため、報酬の高さから「夏期講習の塾講師」のアルバイトをすることにした。
中学3年生を担当することになり、成績が悪い子が多かったが、ど素人の岩井が1ヶ月教えただけで、「勉強が好きになった」「先生の授業面白い」と言ってくれるようになり、塾長からスカウトされて数年続けることになった。
しかしその後、塾長の不義理が判明したので退職することになった。

### 大志塾を起業
退職後、当時一緒に塾講師をしていた知人2人と、1989年(平成元年)に小中学生のための学習塾「大志塾」を起業。これがモノリスの基となる塾である。
大志塾は、予想していた以上に生徒が集まって最初は280人、1年後には700人、2年半後には1,000人規模になった。3年目になって「3人では無理だろう」ということになって、人を雇い始めた。

### モノリス設立
1992年10月に、株式会社モノリスとして法人化した。 学習塾や予備校などの経営、教材などの教育システム販売、さらには飲食業や芸能事務所も手がける。東京にも進出している。
1997年4月、『株式会社モノリス』内において、教育業界に特化した広告代理事業部『BC事業部』開設し、後に『Ps division』に改称した。
2007年6月、広告事業部門『Ps division』を分社化して、改称して『株式会社 MONOLITH Japan』を設立。のちに「令和の虎」の運営を行うことになる。

### 「マネーの虎」に出演
当初は「志願者」として応募したが、当時のマネーの虎には「年齢制限」があったため、出演できなかった。その後、番組スタッフから「虎として出演しないか」とオファーされたという経緯を持つ。そのため決して潤沢に資金を持っていたわけでもなく、最初に自分が関わったマネーが成立した際は、緊張で手の震えが止まらず何度もNGを出してしまったという。
その強面と個性からレギュラー出演することになり、「教育の虎」として知名度を獲得した。自らの持論を譲らない事もあり、他の虎たちと口論になることも度々あった。

### 「令和の虎」主宰
2018年12月、YouTubeチャンネル『就活の虎』の活動を開始し、59歳にしてYouTubeデビューを果たした。広告代理店業を中心とした経営者と〝還暦YouTuber〟との二足の草鞋で精力的に活動。Youtubeという媒体であることから、当初は「若者向け」を想定して「受験生」をターゲットにしていた。
しかし、「マネーの虎」を見ていた中高年のファンが多いことが判明し、「マネーの虎」をオマージュしたファンディング番組を目指し、名称変更した『令和の虎』チャンネルでは主宰を務めた。以降、派生チャンネルも含めた登録者数は150万人超、総再生回数7億5千万に迫る人気YouTube チャンネルへと成長した。
岩井が求める理想は「暖かい番組」であり、出演者も視聴者も悪い気分にならない番組を目指しているという。志願者を叱咤激励する一方で、司会者の立場でありながら激怒・罵倒することも少なくなく、コメント欄の炎上を起こすことも度々あった。

### 肺がんにより死去
2024年8月1日の自身のXで、肺がんを患い既にステージIVで他臓器への転移もみられることを公表した。併せて「令和の虎」をはじめとするYouTubeの演者活動を引退すると発表した。「令和の虎」本編での最後の登場回は、2024年8月26日に公開された609人目の志願者の回であった。
咳が激しく、咳をしたはずみであばら骨を骨折したといい、自身のYouTubeチャンネルでは標準治療のほかに温熱療法などを試していることを語った。また、9月に帰国したひろゆきの司会で動画を撮影する予定だったことを明かした。多数の過去の知り合いからメッセージが来たが、中には悪気はないのに「最期だから〇〇してください」というようなものもあり、憤慨したという。
同年9月22日に「生前葬」を実施し、同日の様子をコンテンツ「終活の虎」で配信することを検討するとしていたが、同年9月15日に死去。64歳没。訃報は同月18日に公表された。
生前葬は「岩井良明を送る会」として開催し、当日参加できない人のためにオンラインサロン用に開放している「令虎サロン」を一般開放したうえで、同月24日から一定期間、弔う場を設けるとしている。

### 死後
岩井の死去を受けて、「令和の虎」の二代目主宰には林尚弘が、「青い令和の虎」の二代目主宰にはドラゴン細井 (細井龍)が継いだ。

## 略歴
- 1975年 - 東海中学校卒業[18]
- 1978年 - 東海高等学校卒業[12]
- 1979年 - 同志社大学文学部入学（1985年6月中退）[12]
- 1984年 - リクルート入社（のちに退職して塾講師になる）[12]
- 1989年 - 独立して大志塾を開校する[12]
- 1992年 - 株式会社モノリスを設立[12]
- 2001年 - 特定非営利活動法人（NPO）スポーツフォーラム愛知設立[12]。
- 2002年 - 『マネーの虎』出演[12]
- 2005年 - プロフェッショナル・ベースボール・アカデミーCEO就任[12]
- 2007年 - 株式会社MONOLITH Japanを設立し代表取締役社長就任。同時に株式会社モノリスの社長を退任し、代表取締役会長に就任[12]。
- 2018年 - YouTubeチャンネル『おせち◯こ』を放送開始。
- 2019年 - YouTubeチャンネル『令和の虎 外伝』を主宰。放映開始。
- 2020年 - オンラインサロン『令和の虎ファンクラブ』を主宰。運営開始。同年、YouTubeチャンネル『受験生版Tiger Funding』『虎の壁』に出演開始。9月22日、芸能プロダクションのイエローキャブオーナーに就任。
- 2022年5月 - 自身の生き様がミュージカル化。なんばグランド花月の地下「YES THEATER」にて『虎舞』と題して公演。著書『令和の虎 人生はAll or Nothing』が原作[19]。
- 2023年 - 翌年3月31日付で社長職を辞することを『受験生版Tiger Funding』にて発表。
- 2024年3月24日 - 飲酒していない普通状態で階段から誤って転げ落ち、鎖骨を骨折したことを発表。全治数か月でしばらく三角頭巾をまいた生活となる。
- 2024年 - 65歳から同志社大学に再受験して応援団に入部したいと決意表明[20]。
- 2024年8月1日 - 肺がんを患ったと発表。
- 2024年9月15日 - 死去。
- 2024年9月18日 - 死去したと発表。

## 人物
- 趣味はパチンコと麻雀。麻雀は特技でもあり、2005年には三重テレビ『小島武夫の実戦リーチ麻雀』に出場し予選シリーズを優勝。翌年の決勝戦に進出している[21]。
- 好きな言葉は『最後は気合や！』『有言実行』。信条は『正義』『筋を通す』『女は守るべきもの』。この3つを愚直に貫き、会社運営、様々な事業展開を引き寄せる[3][12]。
- 学生時代は小説家を目指していた。年間何百冊の本を読み漁り、自身が書いた小説を出版社に送りつけ売り込んでいた。武者小路実篤や五木寛之にハマっていた。その流れで演劇の世界にも傾倒する。高校3年生では校内のクラス別演劇発表会で優勝した[22]。
- 高校時代に同じクラスの1人が山林でガソリンを頭に被り、焼身自殺を遂げた。その出来事を機に「人はなぜ生きるのか？」「人の人生を応援する意義」について深く考えさせられるキッカケとなった[23]。

## 『マネーの虎』出演時のエピソード
初めての出演
初めて出演した回は、『パソコン救急バスターズ』黒澤文昭社長が志願者として登場。当時はお金がなかった岩井だったが、同じ虎側にまわる堀之内九一郎と吉川幸枝が横でボロカスにコキおろす姿を見て半額の335万円を投資する。家に帰ると岩井の妻は激怒して1週間、口を聞いてくれなかった。しかし、「パソコン救急バスターズ」は、2024年2月時点で全国に8カ所の事務所があるなど、「マネーの虎」の中でも成功例の一つとして数えられている。
最終回の企画
岩井が自身のYouTubeチャンネルにて明かした所によると、番組の最終回の企画として、元々は番組に志願者として応募していた岩井を改めて志願者として出場させ、岩井以外の5人の虎から投資を受けられるか否かを決めるプレゼンテーションの様子が収録された。
しかし、この収録にて話が紛糾し、最終的に岩井と虎が取っ組み合いのケンカをするまでにエスカレート、これにより「放送は無理である」と判断され、この収録分はお蔵入りとなった。実際に放送された番組最終回では、それまでのマネー成立者のその後を追ったVTRや海外版マネーの虎の番組の一部を紹介した。

## 生前の肩書き（2024年）
- 株式会社モノリス 代表取締役会長
- 株式会社MONOLITH Japan 代表取締役社長
- NPO スポーツフォーラム愛知 筆頭理事
- 令和の虎CHANNEL 主宰者
- イエローキャブ (芸能プロダクション) 代表取締役

## 書籍
- 『損して儲けろ!』CD（2005年4月26日、ビジョネット）　ASIN B001D2IK2O
- 『令和の虎 人生はAll or Nothing』（2019年6月15日、サンクチュアリ出版）　ISBN 978-4801494022
- 『猛虎を束ねる主宰論』（青志社、2024年4月3日）　ISBN 978-4865901665

## メディアミックス
- ミュージカル『虎舞』（2023年5月25日・26日、YES THEATER） - 『令和の虎 人生はAll or Nothing』が原作

## 出演

### テレビ
- 『マネーの虎』（日本テレビ、2002年 - 2004年）[25] - 虎（大金を払う）側としてレギュラー出演

### ラジオ
- 『教えて団長!子ども応援団』（東海ラジオ）[26] - MC

### インターネット
- 『令和の虎』（YouTubeチャンネル、2018年 - 2024年）[25] - MC
- 『フランチャイズチャンネル』（YouTubeチャンネル、2018年 - 2024年）
- 『一喝さん』（旧・令和の虎 外伝）（YouTubeチャンネル、2019年 - 2022年）[25] - MC
- 『受験生版Tiger Funding』（YouTubeチャンネル、2022年 - 2024年） - MC
- 『虎の壁』（YouTubeチャンネル、2022年）